# 옐냐 공세
소련 육군의 옐냐 공세 작전(영어: Yelnya Offensive, 러시아어: Ельнинская операция)은 제2차 세계 대전 중 동부 전선의 스몰렌스크 전투의 일부분으로 1941년 8월 30일부터 9월 8일까지 지속되었다.
나치 독일의 4 군이 옐냐 돌출부에서의 공세에 반격해 스몰렌스크 남동쪽 50km 떨어진 지점을 확보했으며 지속적으로 뱌지마, 결국 모스크바로의 공세 준비 영역을 만들려 했다.

## 독일의 혼란
처음 돌출부에는 독일 10 기갑사단, 2 SS기갑사단 다스 라이히, 268 보병 사단, 202 돌격포 대대가 있었다. 그러나, 이곳은 137 보병 사단, 78 보병 사단, 292 보병 사단, 268 보병 사단으로 바뀌었으며 이들 합의 약 7만명의 병력과 500 포병 부대, 40 StuG III로 이루어진 202 돌격포 대대, 20 군단의 일부 3개 사단도 편입되었다. 돌출부의 북부 기반은 15 보병 사단으로 시작하였고, 남부에서는 7 보병 사단으로 시작되었다. 비록 히틀러와 노비 보리소프(Novy Borisov)와의 회의에서 구데리안 및 기타 중앙집단군의 지휘관들이 8월 4일부터 철수를 건의했지만 무시되었다.

## 소련의 계획
8월 26일 스탑스카는 24 군에게 원수 게오르기 주코프가 이끄는 예비 전선군으로 편입시킨 이후 8월 30일 돌출부에 대한 공격을 시작한다. 이 공격의 목적은 돌출부의 기지 공격에 있었고 102 전차 사단, 303 소총 사단은 외부 포위망을 맡았고, 107, 106 기계화 소총 사단은 북부에서 협공하였으며 106 기계화 소총 사단 남부를 맡으면서 포위망의 내부 전선 형성을 맡았다. 106 사단을 남쪽에서 지원하는 사단은 303 사단이었다. 돌출부에 대한 중심부 공격은 19, 309 소총 사단이 맡았다. 103 차량화 사단과 120 소총 사단은 돌출부의 남부와 북부 측면에 대해 독일 사단이 탈출 가능한 경로를 막기 위해 요새화된 지역에서 공세를 맡았다. 24 군은 작전에 정찰, 포병 지원을 위한 전투기 20대가 지원되었으며 전용 전투기나 전술적 지원기는 없었다.

## 여파
9월 3일, 포위의 위협을 받은 독일군은 측면에서 계속 저항하면서 돌출부에서 후퇴하기 시작했다. 9월 6일 옐냐는 재탈환되었다. 소련의 공세는 독일군이 새로운 방어선을 구축하는 9월 8일까지 계속되었다.
이 공세는 독일 국방군이 독일-소련 전쟁에서 최초로 소련이 성공적으로 끝낸 공격 작전이었다. 작전 중 독일군의 손실은 정확히 알 수 없다. 소련군은 31,853명의 사상자를 입었다. 소장 콘스탄틴 라쿠틴은 전투 중 사망했다. 미국 군사역사가 데이비드 글랜츠(David Glantz)는 이 공세는 전략적 목표는 달성했더라도 24 군은 약 40%에 달하는 피해를 입어 힘든 공세였다고 말했다. 이는 소련군의 다른 실패한 공세와 함께 스몰렌스크 지역에서 심각하게 약화된 영역을 형성하면서 모스크바 접근 방어를 힘들게 했다. 미국 육군 문화유산 교육 센터의 데이비드 글랜츠의 강의에 따르면, 독일군이 스몰렌스크에서 스탑스카가 반격 공세로 인해 많은 진군을 하지 못했을 경우 모스크바 공방전은 거의 실행되지 못했을 것이라고 말했다.

## 수비대 창단
또한, 옐냐 공세는 100, 127 소총 사단이 1, 2 경호 소총 사단으로 이름이 바뀌면서 베테랑 경호대를 창설하게 하였다. 1941년 9월 26일 107, 120 소총 사단은 5, 6 경호 소총 사단으로 이름을 바꿨다.